# Isla El Frontón
Isla El Frontón är en ö i Mexiko. Den ligger i delstaten Veracruz, precis intill Isla Juan A. Ramírez. Arean är 1,31 kvadratkilometer. Ön är bebodd med 33 invånare (2020), samhället på ön heter Dolor de Cabeza.